# Gare de Nordagutu
La gare de Nordagutu est une gare ferroviaire norvégienne située dans la commune de Sauherad où la ligne de Bratsberg et la Sørlandsbanen se rencontrent. 
Une sculpture du Myllarguten se trouve à proximité de la gare. Le monument est l'œuvre de Hans Holmen qu'il termina en 1940.

## Histoire
Elle fut mise en service en 1917 comme une partie de la Bratsbergbanen, et devint une partie de la Sørlandsbanen quand la ligne fut prolongée en 1924 jusqu'à Bø. 